# Coelichneumon coreanus
Coelichneumon coreanus är en stekelart som beskrevs av Kim 1955. Coelichneumon coreanus ingår i släktet Coelichneumon och familjen brokparasitsteklar. Inga underarter finns listade i Catalogue of Life.